# Ali Fuat Cebesoy
Ali Fuat Cebesoy (septiembre de 1882,  Constantinopla (Estambul) - 10 de enero de 1968, Estambul) fue un oficial, político y estadista turco.

## Primeros años
Ali Fuat nació en septiembre de 1882, su padre fue Ismail Fazil Pasha y su madre Zekiye Hanım. Ali Fuat es el nieto (materno) de Müşir Mehmet Ali Pasha (Ludwig Karl Friedrich Detroit), quien era el comandante del Ejército Danubio (Tuna Sark Ordusu) durante la guerra ruso-turca, participó en el Congreso de Berlín como uno de los tres representantes del Imperio otomano y muerto el 7 de septiembre de 1878 en Đakovica (Kosovo) por los insurgentes albaneses que no estaban satisfechos con los resultados del Congreso de Berlín.
Ali Fuat asistió a la Escuela Superior de Guerra (1902) y se graduó en la Escuela de Guerra del otomano (1905) como un Capitán Personal (Erkan-ı Harp Yüzbaşısı).